# Apoyo militar estadounidense a Israel

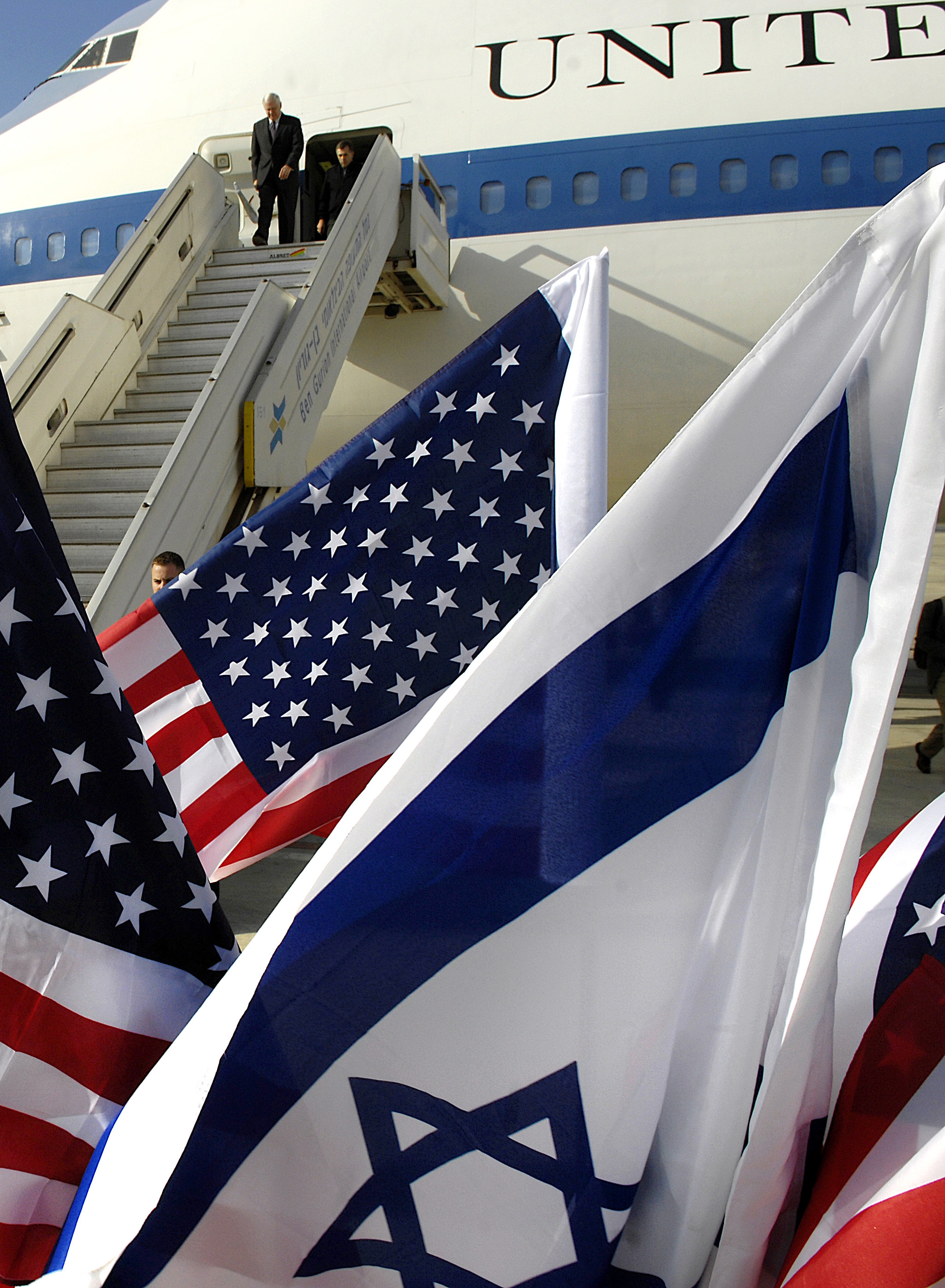
El Secretario de Defensa Robert M. Gates llega a Tel Aviv, Israel, el 18 de abril de 2007

Las relaciones militares entre Israel y Estados Unidos han sido por lo general buenas, ya que ambos países comparten intereses en Oriente Próximo. Israel, un importante comprador y usuario de equipo militar estadounidense, también participa en el desarrollo conjunto de tecnología militar y participa regularmente en ejercicios militares conjuntos que involucran a Estados Unidos y otras fuerzas.

## Historia
Durante los primeros veinte años que siguieron a la creación del Estado de Israel en el territorio palestino, la política de Estados Unidos en Oriente Próximo fue impulsada por dos preocupaciones políticas principales: la prevención de una carrera armamentista en la región y la prevención de la expansión de la influencia soviética en la zona. Durante la década de 1950 el principal aliado militar de Israel en Europa era Francia, que apoyó a Israel proporcionándole equipo y tecnología militar avanzada, como el cazabombardero Dassault Mystère. Inicialmente, el gobierno de Estados Unidos resistió la presión de Israel y los países árabes de la región para venderles armas avanzadas. En respuesta al suministro de aviones de combate avanzados por la URSS a Irak y la República Árabe Unida, el gobierno de Estados Unidos acordó vender misiles antiaéreos MIM-23 Hawk a Israel en 1962, como una "acción específica diseñada para enfrentar una situación específica "que" de ninguna manera constituye un cambio en la política estadounidense en el área ". El sistema Hawk fue aprobado con el argumento de que era un arma "puramente defensiva". Más tarde, cuando Jordania amenazó con recurrir a la URSS en busca de armas, Estados Unidos acordó vender tanques y aviones a reacción a Jordania para evitar la propagación de la influencia soviética y, a cambio, acordó vender sistemas similares a Israel.
A principios de la década de 1960, el gobierno de los Estados Unidos trató de establecer un acuerdo regional de limitación de armas en el Medio Oriente. La iniciativa perdió fuerza a principios de 1965 después de que se reveló que Estados Unidos había estado suministrando armas indirectamente a Israel a través de Alemania Occidental desde 1962, según los términos de un acuerdo secreto de 1960 para suministrar a Israel 80 millones de dólares en armamentos. El resto del acuerdo se cumplió públicamente, tras su divulgación por Estados Unidos, con Israel recibiendo envíos de tanques M48 Patton en 1965 y aviones de ataque A-4 Skyhawk en 1968.
La política de Estados Unidos cambió notablemente después de la Guerra de los Seis Días de 1967, en respuesta a la percepción de que muchos estados árabes (especialmente Egipto) se habían desplazado permanentemente hacia la Unión Soviética. En 1968, con un fuerte apoyo del Congreso, el presidente de los Estados Unidos, Lyndon B. Johnson, aprobó la venta de los cazas F-4 Phantom II a Israel, sentando el precedente para el apoyo de Estados Unidos a la ventaja militar cualitativa de Israel sobre sus vecinos. Sin embargo, Estados Unidos continuaría suministrando armas a los vecinos de Israel, en particular Líbano, Jordania y Arabia Saudita, para contrarrestar la venta de armas y la influencia soviética en la región.
Durante la guerra de Yom Kipur en 1973, Estados Unidos montó un importante puente aéreo con el nombre en código Operación Nickel Grass para entregar armas y suministros a Israel. Se entregaron más de 22.000 toneladas de tanques, artillería, municiones y otro material para ayudar al ejército israelí en respuesta a un esfuerzo de reabastecimiento soviético a gran escala de los estados árabes. La operación fue paralela a un transporte marítimo a gran escala de unas 33.000 toneladas de material y la transferencia de 40 F-4 Phantom, 36 A-4 Skyhawks y doce aviones de transporte C-130 Hércules para reemplazar las pérdidas de guerra israelíes.
En 1987, Estados Unidos otorgó a Israel el estatus de Aliado importante extra-OTAN, lo que le permitió competir por igual con la OTAN y otros aliados de Estados Unidos por contratos y comprar sistemas de armas avanzados de Estados Unidos. Israel se convirtió en el mayor receptor de ayuda militar de los Estados Unidos en el mundo (ver ayuda y adquisiciones militares más abajo). En 1988, Ronald Reagan y el primer ministro israelí Yitzhak Shamir firmaron un memorando de entendimiento para formalizar y perpetuar el trabajo de los grupos de trabajo bilaterales militares, de seguridad y económicos entre Estados Unidos e Israel.